# Miloslavov
Miloslavov es un municipio situado en el distrito de Senec, en la región de Bratislava, Eslovaquia. Tiene una población estimada, en abril de 2024, de 6234 habitantes.
Está ubicado al sureste de la región, en el valle del río Morava y cerca de la frontera con la región de Trnava y con Austria.

## Demografía
| Año        | 1994 | 2004     | 2014      | 2024      |
| ---------- | ---- | -------- | --------- | --------- |
| Población  | 751  | 999      | 2134      | 6548      |
| Diferencia |      | +33,02 % | +113,61 % | +206,84 % |

| Año        | 2023 | 2024    |
| ---------- | ---- | ------- |
| Población  | 6078 | 6548    |
| Diferencia |      | +7,73 % |